# Gerulf Stix

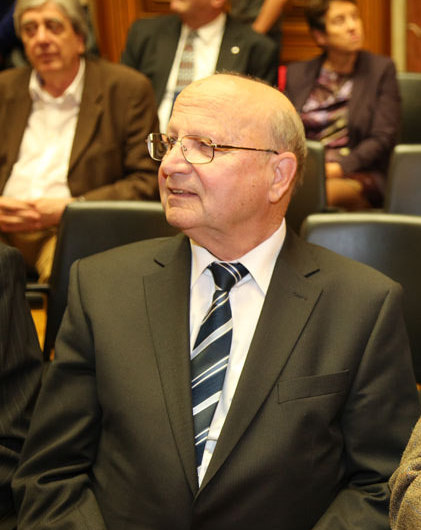
Gerulf Stix (2014)

Gerulf Stix (* 28. Jänner 1935 in Wien; † 19. Dezember 2024) war ein österreichischer Politiker (FPÖ) und Wirtschaftsberater.

## Leben
Gerulf Stix legte 1953 seine Matura an der Handelsakademie in Innsbruck ab. Im Anschluss studierte er Volkswirtschaft an den Universitäten Innsbruck und Frankfurt am Main. Während seines Studiums wurde er Mitglied im VDSt Innsbruck. Nach seiner Promotion 1957 war er bei verschiedenen Unternehmen in Deutschland und Österreich tätig. Seit 1963 war Stix ehrenamtlicher Funktionär der FPÖ Tirol, von 1973 bis 1985 war er Landesparteiobmann der FPÖ in Tirol und Mitglied des Bundesvorstandes. Von 1971 bis 1990 war Gerulf Stix Abgeordneter zum Nationalrat der Republik Österreich. 1983–1990 war er Dritter Präsident des Nationalrates.
1996/97 gehörte Stix zu den Gründungsmitgliedern des rechtsgerichteten Netzwerks „Stimme der Mehrheit“.

## Veröffentlichungen
- Die arbeitslose Gesellschaft. Alptraum, Hoffnung oder Mißverständnis, Orac, Wien 1978, ISBN 3-85368-846-2
- Die Stunde des Euroliberalismus. Liberalismus und Nationalismus im neuen Europa, Orac, Wien/München/Zürich 1991, ISBN 3-7015-0251-X